# ایبوراهیما بالده
ایبوراهیما بالده (انگلیسی: Ibourahima Baldé؛ زادهٔ ۲۳ مارس ۱۹۹۹) بازیکن فوتبال سنگالی اهل اسپانیا است. وی در حال حاضر بصورت قرضی در باشگاه فوتبال فوجا ایتالیا بازی می‌کند.